# Institut des politiques publiques
Ne doit pas être confondu avec le Public Policy Institute
Pour les articles homonymes, voir IPP.
L'Institut des politiques publiques (IPP) est un institut français dont l'objectif est de développer et promouvoir l'analyse et l'évaluation quantitatives des politiques publiques en France. L'institut est développé dans le cadre d'un partenariat scientifique avec l'École d'économie de Paris et le Centre de recherche en économie et statistique (CREST).